# الله‌آباد (اختیارآباد)
شهرک الله‌آباد ، روستایی است از توابع بخش مرکزی شهرستان کرمان در استان کرمان ایران.

## جمعیت
این روستا در دهستان اختیارآباد قرار داشته و براساس آخرین سرشماری مرکز آمار ایران که در سال ۱۳۸۵ صورت گرفته، جمعیت آن ۴۲۸نفر (۱۰۷خانوار) بوده‌است.